# Before, Now & Then
Before, Now & Then (Originaltitel: Nana) ist ein indonesisches Filmdrama unter der Regie von Kamila Andini aus dem Jahr 2022. Der Film feierte am 12. Februar 2022 im Wettbewerb um den Goldenen Bären der Berlinale Weltpremiere.

## Handlung

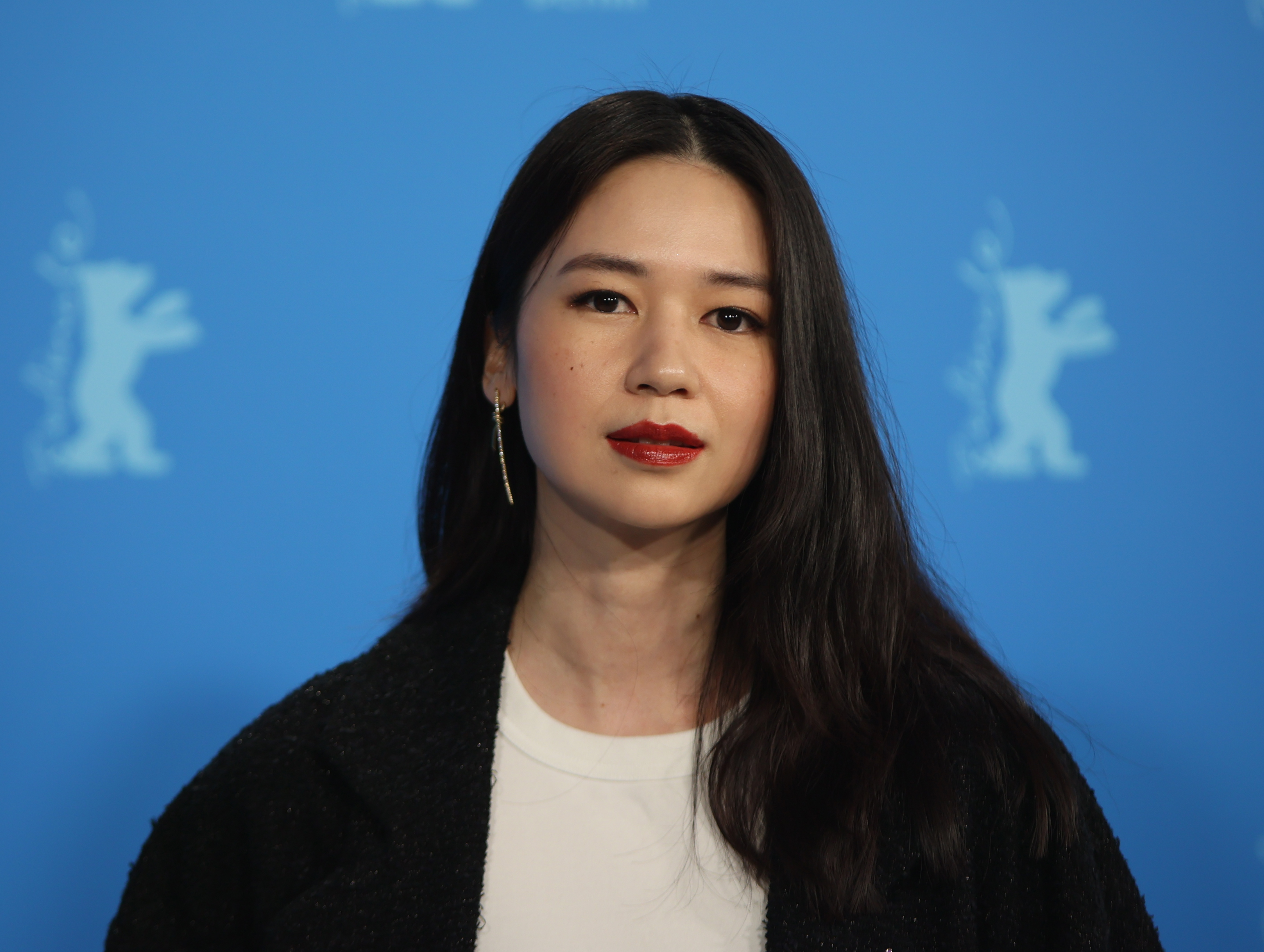
Auf der Berlinale als beste Nebendarstellerin ausgezeichnet: Laura Basuki in der Rolle der Ino

Die Indonesierin Nana lebt in Westjava, ist glücklich verheiratet und hat ein Baby. In den Wirren des Indonesischen Unabhängigkeitskriegs verschwindet ihr Mann. Ihr Vater wird von Rebellen gezwungen, einer erneuten Verheiratung Nanas mit einem Bandenführer zuzustimmen. Daher flieht Nana mit ihrer Schwester Ningsih und dem kleinen Sohn Setla. Ihr Vater wird auf dem Weg zur Moschee von Aufständischen erschlagen, später stirbt auch ihr Sohn. Die gefühlte Schuld daran belastet Nana ihr ganzes weiteres Leben.
Mit dem älteren, wohlhabenden Sundanesen, über den sie immer als Mister Darga spricht, geht sie eine Ehe ein. Diese nimmt ihr alle materiellen Sorgen, lässt sie in einem Haushalt mit mehreren Angestellten leben und nach und nach die Verantwortung für die Gemüseplantage ihres Mannes übernehmen. Das Paar hat vier Kinder, von denen die ersten beiden anfangs in anderen Familien aufwachsen müssen: Nach dem Tod ihres ersten Sohnes Setla hatte Nana nämlich mehrere Fehlgeburten und man sagte ihr, dass sie weitere Kinder haben könne, wenn sie diese weggebe. Erst beim dritten Kind, der Lieblingstochter Dais, setzt das Ehepaar sich darüber hinweg, auch das vierte Baby bleibt in der Familie. Auf Familienfotos waren die beiden älteren Kinder daher nie zu sehen.
Nana kann aber ihren ersten Mann nicht vergessen. Als Dais sie eines Tages fragt, warum sie ihre langen Haare meist zu einem Knoten hochstecke, antwortet Nana, Frauen müssten Geheimnisse bewahren können, dafür sei der Knoten. In der Ehe mit Darga findet Nana kein Glück. Dieser bewundert zwar ihre Schönheit und schenkt ihr Schmuck, verletzt sie aber immer wieder, indem er sich Geliebte nimmt. Ein in Nanas Haus vergessenes Tuch und ein Stück Fleisch, das als anonymes Geschenk für Nana im Haus abgegeben wird, bringen sie auf die Spur zur Fleischerin und Viehhalterin Ino, die einen Stand auf dem Markt hat und Dargas Geliebte ist. Nana kocht für die Familie ein Gericht aus dem Fleisch, erbricht sich jedoch nach dem Essen und erkennt, wie sehr sie sich ihrem Mann angepasst hat, sodass sie sogar das Geschenk seiner Geliebten annimmt und verarbeitet.

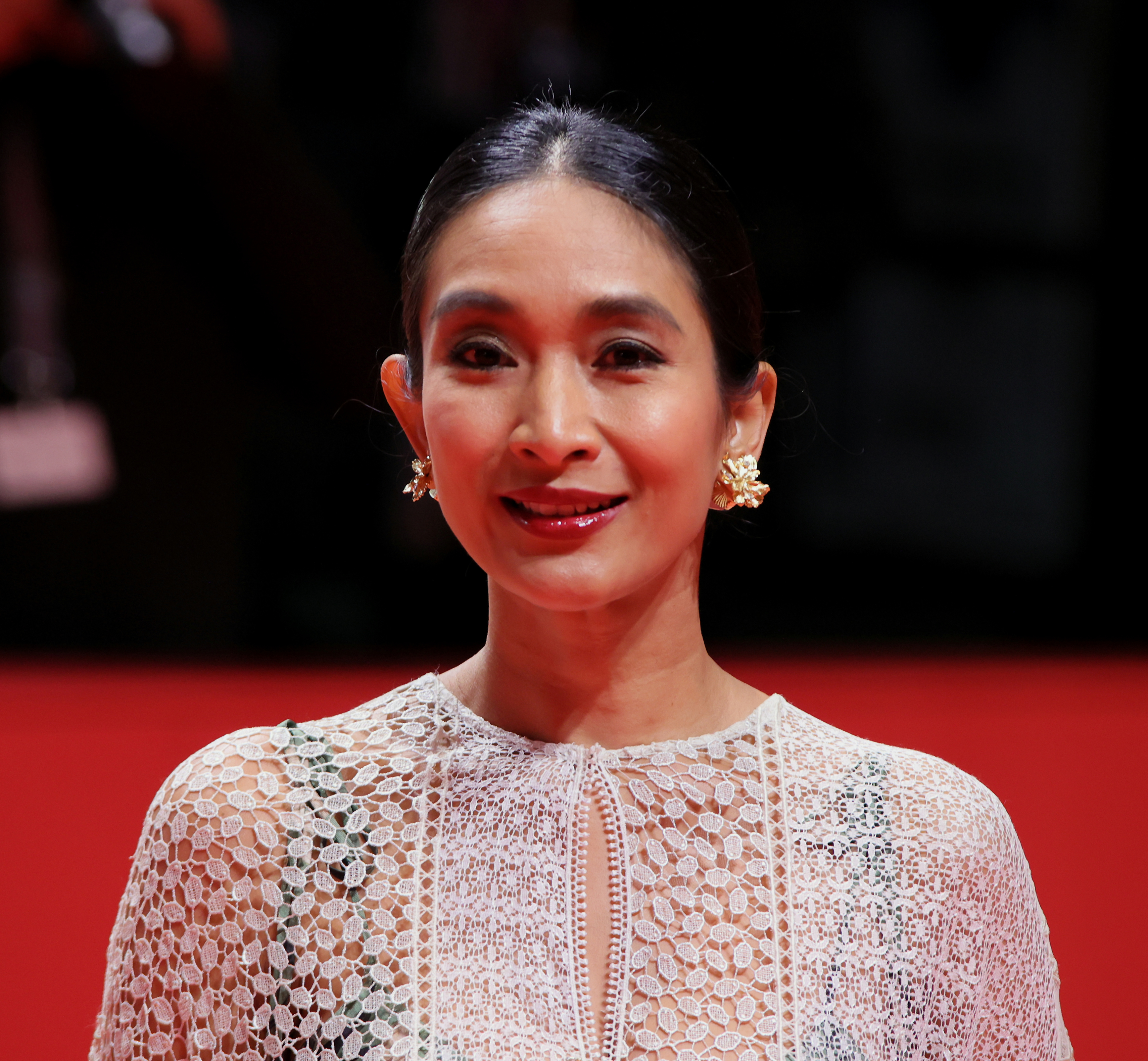
Happy Salma spielt die Rolle der Nana, Berlinale 2022

Erneut bekommt Nana von Ino Fleisch geschenkt; diesmal lässt sie ihr durch einen Bediensteten einen Gemüsekorb als Gegengeschenk geben. Darga besucht zusammen mit Dais Ino auf dem Markt, Ino kauft Dais Ohrringe und gewinnt die Zuneigung der Tochter. Ino kommt auch zu einem Fest im Hause Darga, später bittet Nana sie sogar, auf Dais aufzupassen, während sie sich um die Felder kümmert. Die beiden Frauen fassen Vertrauen zueinander, und schließlich wird Ino mit Nanas Einverständnis zu einem Mitglied des gemeinsamen Haushalts. Nana erzählt ihr von ihrer Vergangenheit. Ino liebt die Freiheit und springt einmal, als sie mit Nana unterwegs ist, in einen Wildwasserstrudel; als sie Nana auffordert, ihr zu folgen, springt auch Nana und fühlt Befreiung. Als sie ihren ersten Mann wiedertrifft, kommt sie in einen Zwiespalt. Darga stellt ihr frei zu gehen, da er möchte, dass sie glücklich wird. Ino ermuntert sie. Als die Kinder vor die Entscheidung gestellt werden, wo sie ihr weiteres Leben verbringen wollen, entscheidet sich der Sohn Geni für seinen Vater, beide Töchter für die Familie des Onkels; das jüngste Kind bleibt bei Nana. Dais und Nana weinen beim Abschied. Nana singt ein Lied, in dem sie ihrer niemals endenden Liebe Worte gibt und ausspricht: „Es ist besser von Anfang an ehrlich zu sein, dann ist der Schmerz am Ende nicht so groß.“ Es wird ein Familienfoto gemacht, das die Eltern mit allen Kindern zeigt. Ino schickt Darga ein Stück Fleisch und einen Brief, mit dem sie sich von ihm trennt.
Die letzte Szene zeigt eine Begegnung zwischen Nana und Dais als junger Frau. Dais hat in einem Tuch etwas Erde von ihrem alten Zuhause geholt; sie habe so viele Erinnerungen an Nana und die Vergangenheit. Sie bemerkt, dass Nana nun ihr Haar offen trägt; diese erklärt, sie habe nun keine Geheimnisse mehr.
Der Film spielt größtenteils im Jahr 1966 in der Zeit der Absetzung des Präsidenten Sukarno und Beginn der Regierungszeit des Generals Suharto. Der Titel Before, Now & Then verweist auf die drei Zeitebenen der Handlung: Nanas erzwungene Flucht, die Ehe mit Darga und die spätere kurze Begegnung zwischen Nana und Dais. Die mittlere Zeitebene, die 15 Jahre nach Nanas Heirat mit Daga spielt, bildet den Hauptteil des Films, die Vorgeschichte wird in von Nana imaginierten Rückblenden erzählt. Im Abspann findet sich die Widmung Für unsere Mütter und die Ahninnen von den Sundainseln.

## Produktion

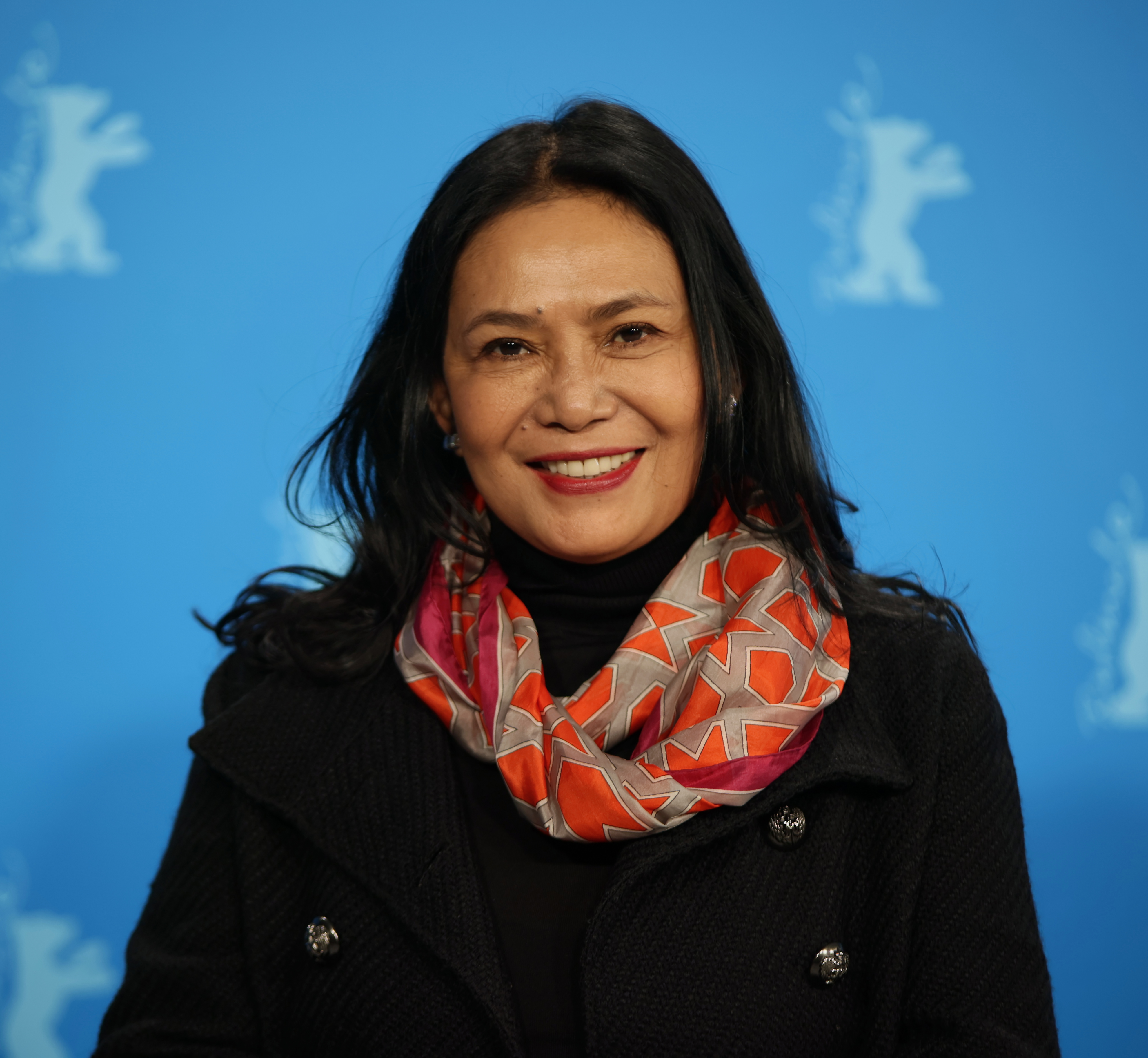
Jais Darga, Berlinale 2022

### Hintergrund
Der Film basiert auf einem Kapitel des Romans Jais Darga Namaku des zeitgenössischen indonesischen Schriftstellers Ahda Imran, dem die Lebensgeschichte von Raden Nana Sunani zugrunde liegt. Sie war die Mutter von Jais Darga, die sich seit den 1960er Jahren einen Namen als internationale Kunsthändlerin machte.

### Filmstab

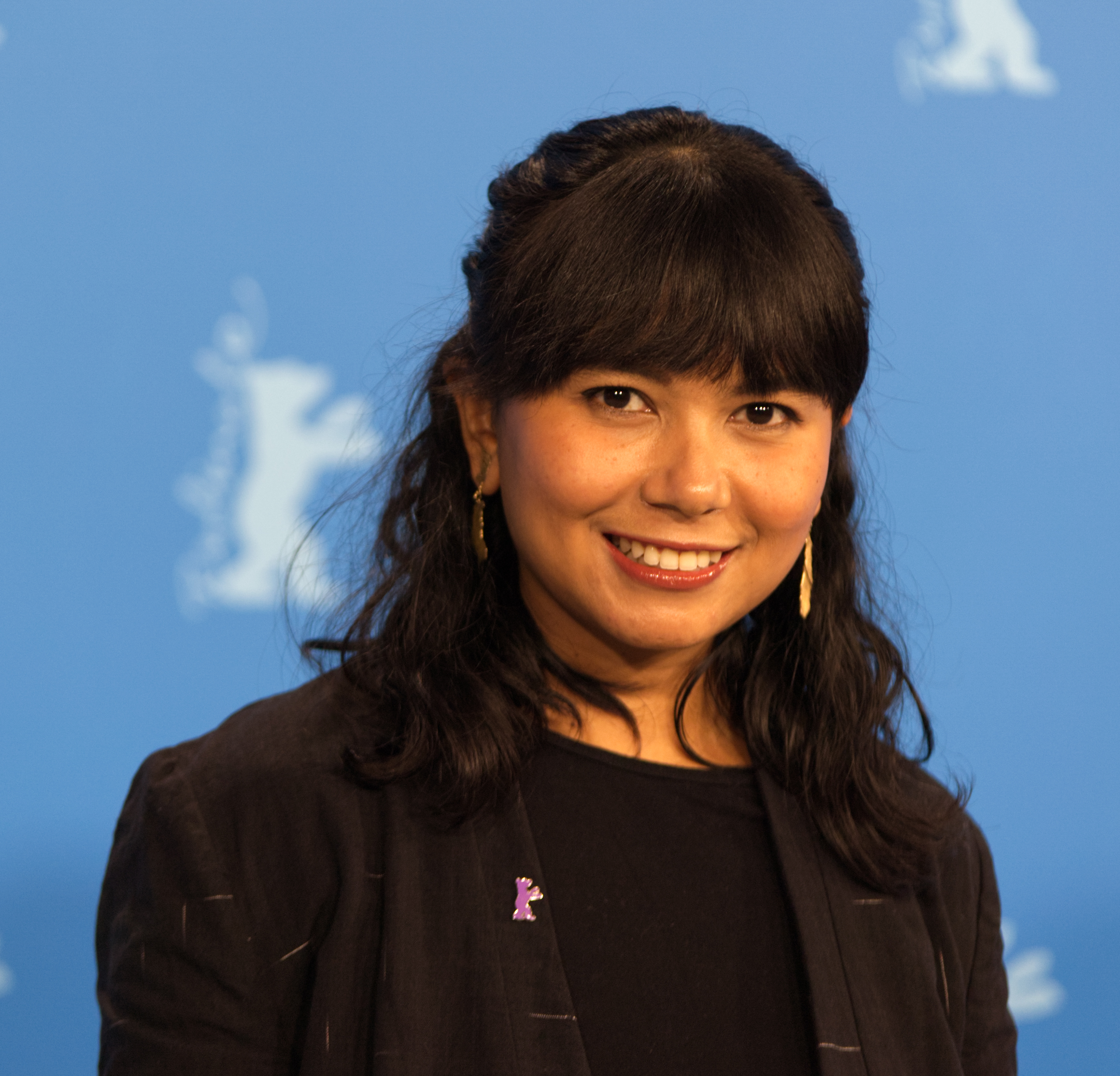
Filmemacherin Kamila Andini, Berlinale 2022

Regie führte Kamila Andini, von der auch das Drehbuch stammt. Die Kameraführung lag in den Händen von Batara Goempar Siagian, die Musik komponierte Ricky Lionardi.
In der Hauptrolle ist Happy Salma (Nana) zu sehen. Außerdem spielen Laura Basuki, Ibnu Jamil, Arswendy Bening Swara, Rieke Diah Pitaloka, Arawinda Kirana und in einer seiner ersten Rollen das Mädchen Chempa Putri mit.

### Produktion

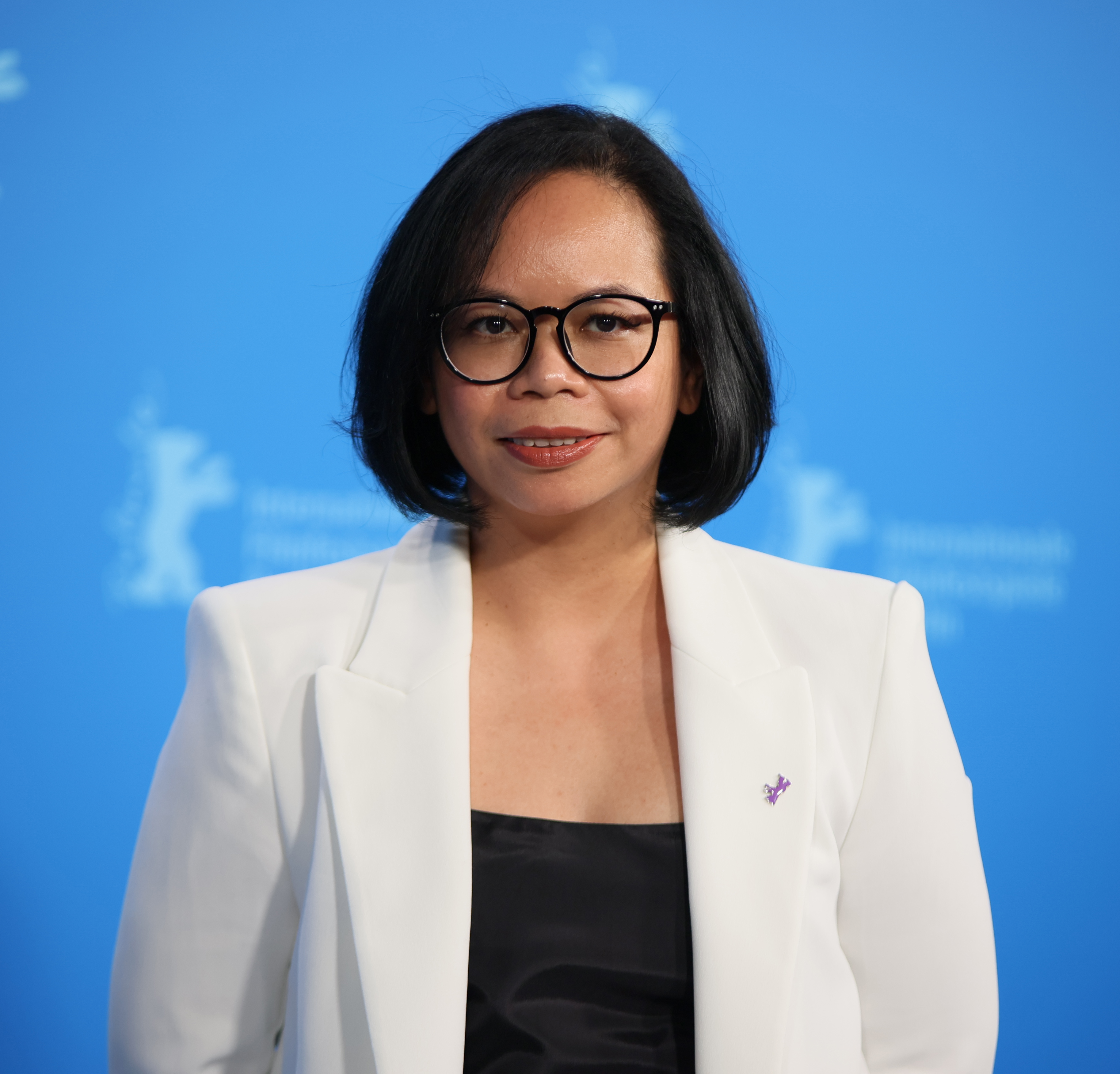
Produzentin Gita Fara, Berlinale 2022

Im Einklang mit dem Ort der Handlung ist im Film hauptsächlich Sundanesisch zu hören. Diese Sprache wird von etwa 27 Millionen Menschen im westlichen Drittel der Insel Java gesprochen, was rund 15 % der Gesamtbevölkerung Indonesiens entspricht. Before, Now & Then ist der erste Film in dieser Sprache.
Gefilmt wurde in Jawa Barat. Produziert wurde der Film von Ifa Isfansyah und Gita Fara.

### Dreharbeiten und Veröffentlichung
Die Dreharbeiten begannen im Februar 2021 in Ciwidey, Bandung, Westjava.
Der Film feierte am 12. Februar 2022 im Wettbewerb um den Goldenen Bären der Berlinale Weltpremiere.

## Rezeption
Tim Caspar Boehme schrieb in der taz, die Bilder des Filmes zeigten „etwas viel erwartbare Patina“, dafür habe der Film aber einen eigenen Rhythmus und genau das richtige Maß an Gamelanmusik. Fabian Wallmeier sprach auf rbb von einem „Historiendrama über Traumata und weibliche Selbstbestimmung“. Die Hauptfigur schleppe Traumata mit sich herum, ohne sich ihnen wirklich zu stellen. Kamila Andini inszeniere dezent, konzentriert und mit sicherem Blick.

## Auszeichnungen
- 2022: Internationale Filmfestspiele Berlin: Silberner Bär – Beste Nebenrolle (Laura Basuki)